# Wilhelm Bernsdorf
Wilhelm Bernsdorf (* 6. April 1904 in Bielefeld; † 18. Juni 1990 in Berlin) war ein deutscher Soziologe. Er ist bekannt als Herausgeber mehrfach aufgelegter Handbücher zur Soziologie. Sein Wörterbuch der Soziologie wurde im Laufe der Jahre wesentlich erweitert, erfuhr mehrere Auflagen und wurde in einige Sprachen übersetzt.
Bernsdorf wurde 1943 an der Friedrich-Wilhelms-Universität in Berlin promoviert. Der Titel seiner Dissertation lautete Verhaltungsweisen von Naturvölkern gegenüber Träumen. Ab 1945 übernahm er an mehreren Berliner Hochschulen Lehraufgaben. Zudem war er von 1947 bis 1950 Senatsmitarbeiter für Volksbildung. Von 1961 bis zu seiner Pensionierung 1969 wirkte er als Akademischer Rat an der FU Berlin. Schwerpunkte seiner wissenschaftlichen Arbeit waren die 
pädagogische Soziologie sowie Ethno- und Kultursoziologie. 

## Schriften (Auswahl)
- Herausgeber: Wörterbuch der Soziologie, Enke Verlag, Stuttgart 1955 (von 1972 bis 1975 erschien unter beratender Mitarbeit von weiteren Wissenschaftlern eine dreibändige, überarbeitete Taschenbuchausgabe in zwei Auflagen im Fischer-Taschenbuchverlag).
- Herausgeber mit Horst Knospe: Internationales Soziologenlexikon, Band 1: Beiträge über bis Ende 1969 verstorbene Soziologen, 2., neubearbeitete Auflage, Enke, Stuttgart 1980.
- Herausgeber mit Horst Knospe: Internationales Soziologenlexikon, Band 2: Beiträge über lebende oder nach 1969 verstorbene Soziologen, 2., neubearbeitete Auflage, Enke, Stuttgart 1984, ISBN 3-432-90702-8.